# Nathalie Colin-Oesterlé
Nathalie Colin-Oesterlé (Ollioules, 5 maggio 1965) è una politica francese, europarlamentare dal 2019 al 2024. È stata eletta deputata dell'Assemblea nazionale alle elezioni legislative del 2024.

## Biografia
Nathalie Colin-Oesterlé è la figlia del politico francese Daniel Colin.
Studiò giurisprudenza all'Università Panthéon-Assas di Parigi, dove si laureò in diritto notarile, prima di trasferirsi a Metz.

## Carriera politica
Dal 2001, Colin-Oesterlé è consigliere municipale di Metz.
Dopo essere entrata a far parte del Parlamento europeo a seguito delle elezioni del 2019, Colin-Oesterlé ha fatto parte della Commissione per l'ambiente, la sanità pubblica e la sicurezza alimentare. Successivamente è entrata a far parte anche della Commissione speciale sulla lotta contro il cancro (2020) e della Commissione speciale sulla pandemia di COVID-19 (2022). Dal 2021, ha fatto parte della delegazione del Parlamento presso la Conferenza sul futuro dell'Europa. 
Oltre ai suoi incarichi in commissione, Colin-Oesterlé ha fatto parte delle delegazioni del Parlamento per le relazioni con Israele e presso l'Assemblea parlamentare dell'Unione per il Mediterraneo. È stata anche membro dell'intergruppo del Parlamento europeo sui cambiamenti climatici, la biodiversità e lo sviluppo sostenibile e del gruppo degli eurodeputati contro il cancro.